# Евреите и икономическият живот
„Евреите и икономическият живот“ (на немски: Die Juden und das Wirtschaftsleben) е издадена през 1911 година социологическа книга на Вернер Зомбарт, германски икономист и по-късно активен привърженик на Адолф Хитлер. Впечатлен от стопанския успех на част от еврейската общност, Зомбарт се опитва да установи причините за него.
Смятана за едно от основните му произведения, книгата е предмет на спорове между специалистите и в наши дни. Докато някои, като британският историк Пол Джонсън, я определят като забележителна, други, като френският финансист и писател Жак Атали, я критикуват заради съдържащи се в нея неточности и антисемитски предубеждения.